# 王照平
王照平（1957年12月—），男，河南镇平人，中华人民共和国政治人物。

## 生平
1982年毕业于郑州工学院化工系。曾任南阳县副县长、县长、社旗县委书记、南阳市副市长（1994年10月－1998年11月）、平顶山市市长（2004年6月－2005年4月）、河南省林业厅厅长（2005年5月－2012年4月）、省环保厅厅长（2012年6月－2013年3月）。2013年3月，任河南省工业和信息化厅厅长；2014年12月，任省工业和信息化委员会主任。